# جایزه بزرگ غرب ایالات متحده ۱۹۸۰
جایزه بزرگ غرب ایالات متحده ۱۹۸۰ (انگلیسی: ‎1980 United States Grand Prix West‎) یک مسابقهٔ موتوری در رشتهٔ اتومبیل‌رانی فرمول یک بود که در تاریخ ۳۰ مارس ۱۹۸۰ در پیست لانگ بیچ واقع در لانگ بیچ، کالیفرنیا، ایالات متحده آمریکا برگزار شد. این گراند پری در میان ۱۴ گراند پری در فصل ۱۹۸۰، مسابقهٔ شمارهٔ ۴ بود.
در این مسابقه که در ۸۰ دور و به مسافت ۲۶۰٫۰۸ کیلومتر (۱۶۱٫۶۰۶ مایل) برگزار شد، پول پوزیشن توسط نلسون پیکه کسب شد و سریع‌ترین زمان برای طی یک دور پیست که برابر با ۱:۱۹٫۸۳ بود نیز توسط نلسون پیکه به ثبت رسید.
نلسون پیکه از تیم برابام-فورد، ریکاردو پاتریس از تیم اروز-فورد و امرسون فیتیپالدی از تیم فیتیپالدی-فورد به‌ترتیب مقام‌های اول تا سوم مسابقه را کسب کردند.

## رده‌بندی قهرمانی پس از مسابقه
| جایگاه | راننده         | امتیاز |
| ------ | -------------- | ------ |
| ۱      | رنه آرنوکس     | ۱۸     |
| ۲      | نلسون پیکه     | ۱۸     |
| ۳      | آلن جونز       | ۱۳     |
| ۴      | دیدیه پرونی    | ۸      |
| ۵      | ریکاردو پاتریس | ۷      |
| منبع:  |                |        |

| جایگاه | سازنده       | امتیاز |
| ------ | ------------ | ------ |
| ۱      | رنو          | ۱۸     |
| ۲      | برابام-فورد  | ۱۸     |
| ۳      | ویلیامز-فورد | ۱۵     |
| ۴      | لیجیه-فورد   | ۱۴     |
| ۵      | اروز-فورد    | ۸      |
| منبع:  |              |        |

یادداشت
- تنها پنج جایگاه نخست از هر رده‌بندی نمایش داده شده است.